# Salvador de Brocà i de Bofarull
Salvador de Brocà i de Bofarull (Reus, 6 de febrer de 1807 - Barcelona, 27 de febrer de 1879) va ser un advocat i polític català, fill de Josep Brocà Jover i de Maria Mateua de Bofarull i Mascaró, nebot de Pròsper de Bofarull i Mascaró, amb qui mantingué una interessant correspondència recollida per l'erudit reusenc Josep Iglésies i Fort.
El 1833 es graduà en dret a Osca i els anys 1838 i 1843 va ser nomenat alcalde de la ciutat de Reus. En el seu primer mandat, va prendre possessió l'1 de novembre de 1838, quan Pau Font, l'anterior alcalde, va ser destituït del càrrec pel Baró de Meer, llavors Capità General de Catalunya, que va perseguir els liberals progressistes. Quan Meer va ser rellevat del seu càrrec per les Corts i va ser nomenat Capità General Jerónimo Valdés de Noriega, aquest tendí a normalitzar la vida pública i va destituir Salvador de Brocà, restituint Pau Font a l'alcaldia. El canvi es va fer el 27 de juny, i els regidors van ser els mateixos que Meer havia fet destituir.
Després del fracassat pronunciament de Prim i Milans del Bosch a Reus declarant la majoria d'edat d'Isabel II per l'octubre de 1843, l'alcalde d'aquell moment, Josep Simó, va ser destituït pel governador de Tarragona Pedro López Chapí, que va nomenar nou alcalde, primer al conservador Gabriel Lluch, i quan aquest va dimitir el mes d'octubre, a Salvador de Brocà. Brocà, però, no va prendre possessió al·legant que era fora de Reus, i els nous regidors nomenats pel governador també es van negar a acceptar els càrrecs. Això creà un conflicte, i el governador, volent imposar la seva autoritat, nomenà un alcalde provisional, Josep Montagut, sogre de Salvador de Brocà, i diu que "sin admitir excusa" havia de prendre possessió o li posarà una multa de 500 rals. Mentrestant, els regidors de l'antic ajuntament, que havien de restar en el càrrec fins a la presa de possessió dels designats, van dimitir dels seus càrrecs. Pedro López Chapí no va acceptar la dimissió i els va obligar a tornar a l'ajuntament sota multa de 1.000 rals. Gaietà Pàmies, alcalde segon de l'antic ajuntament, va demanar als nous regidors que prenguessin possessió, però tots es van negar a fer-ho. El governador els va fer arrestar i tancar a les cases consistorials. El 19 d'octubre de 1843 el governador es va presentar a Reus i va convocar tots els regidors nomenats. Va amenaçar amb desterrar-los si no prenien possessió. Entre greus protestes, tots hi van accedir. Josep Montagut va ser nomenat alcalde provisional, i el 26 d'octubre, Salvador de Brocà, tornat de Palma on s'havia desplaçat amb permís i on l'havia fet anar a buscar el governador, va prendre possessió de l'alcaldia protestant pel tracte donat al seu sogre i a ell mateix, remarcant, en el discurs d'acceptació que realitza un "acto forzoso de la posesión que tomo de la alcaldía". L'historiador reusenc Andreu de Bofarull explica que la seva actuació com a alcalde va ser respectada pels ciutadans. El 1844, en aquest segon període al front de l'alcaldia de Reus, va comprar la casa adjunta a la presó de Reus, situada vora el quarter de cavalleria, a l'entrada del carrer de Prat de la Riba, i va fer diverses millores per a endreçar el lloc on hi havia els presos municipals. Va habilitar una habitació per l'alcaid o director de la presó, va construir una capella, una sala pel tribunal, habitacions reservades, una sala per a nois i una reixa per tancar l'edifici. Era considerat un polític progressista moderat i també va ser magistrat a Reus (1844), a Girona (1851) i a Tarragona (1853), President de l'Audiència de Mallorca (1856) i fundador del Banc de Barcelona.
El 1843 es va casar amb Marina Montagut i Domingo, filla de l'advocat reusenc Josep Montagut i Pedret, net del jurista Josep Pedret i Oller, i de Josepa Domingo i Duran. Foren pares del jurista i historiador del dret Guillem Maria de Brocà i Montagut. L'any 1853 fou nomenat cavaller de l'Orde de Carles III. És fill il·lustre de la ciutat de Reus i figura a la galeria de retrats de fills il·lustres, tot i que no té encara cap carrer dedicat.